# Colina (Chile)
Colina – miasto w Chile, położone w północnej części Regionu Metropolitalnego Santiago.

## Opis
Miejscowość została założona w 22 grudnia 1891 roku.Przez miasto przebiega autostrada AU57

## Demografia
Źródło.